# Завичајни музеј Сокобања
Завичајни музеј Сокобања налази се у згради, која је изграђена у старом српско-моравском стилу, из 19. века. Музеј је реконструисан 2008. године, када су поставке допуњене новим експонатима и од 1. маја 2008. је отворен за посетиоце. Збирка музеја располаже експонатима из области археологије, етнологије и историје, од римског периода до савременог доба. Испред музеја је уређен амфитеатар који се у летњој сезони користи за одржавање позоришних представа, књижевних вечери и других манифестација. Адаптацијом музеја, поред формирања сталне музејске поставке, створени су и услови за организовање различитих музејских изложби и интензивиране активности на откупу потребних музејских експоната. Поставка Музеја обухвата четири изложбене галерије:
1. Спомен соба Стојана Живадиновића, познатог писца и дипломате, који је живео у кући у којој је данас смештен Музеј. У спомен соби се налази намештаје и други лични предмети, који потичу из простора у коме је живео и стварао, као и изложеним романима и збиркама прича које је издао током своје плодне каријере
2. Изложба употребних предмета који датирају из праисторијског, античког и средњовековног периода, у које спадају делови накита, посуђа, оружја, алата, ковани новац.
3. Изложба делова покућства из Сокобање и околине који датирају из периода од друге половине 19. до прве половине 20. века.
4. Етно соба са презентацијом народних ношњи сокобањског краја и традиционалних предмета за прераду вуне и конопља, као и за израду одевних предмета и других употребних предмета за кућу.

Завичајним музејом управља Народна библиотека „Стеван Сремац”.